# 松平伊昌
松平 伊昌（まつだいら これまさ）は、安土桃山時代の武将。五井松平家6代。通称は弥三郎、外記。徳川家康の関東入部後、下総国海上郡の飯沼陣屋（現在の千葉県銚子市）を拠点とする2000石の領主となった。

## 生涯
5代・松平景忠の子として誕生。母は景忠正室（酒井将監の養女）。
天正3年（1575年）5月、武田勝頼が長篠城を攻めた際、景忠は城主奥平信昌の支援のために入城した。16歳であった伊昌も父の景忠とともに長篠城に籠城している。天正12年（1584年）の長久手の戦いにも父とともに従軍した。
天正18年（1590年）8月、家康が関東に入部した際に、下総国印旛郡内（佐倉領内9か村）に2000石の領地を賜った。飯沼陣屋に移るまでの拠点についてははっきりしないが、千葉県教育振興財団『房総における近世陣屋』は、酒々井町の墨古沢遺跡にある城ないしは陣屋の遺構について、伊昌の居所である可能性を指摘している。なお、香取市貝塚（旧香取郡小見川町）の来迎寺の伝承によれば、伊昌は飯沼に移るまで来迎寺を仮陣屋としたと伝わる。天正19年（1591年）、九戸政実の乱に従った。
天正20年/文禄元年（1592年）に海上郡銚子の飯沼陣屋（現在の銚子市陣屋町）に移っており、松平家忠（深溝松平家）の『家忠日記』には文禄元年6月以降「飯沼松平外記」としてしばしば登場する。文禄・慶長の役で家康が名護屋城に出陣するとこれに従った。
慶長2年（1597年）、海上郡岡野台村の成就院（のちの等覚寺。現在の銚子市岡野台町）を再建・再興。等覚寺の本堂と庫裡は、家康から拝領した伏見亥の口陣屋の建物を回漕して移築したものと伝えられている。
慶長6年（1601年）に伏見城在番を命じられたが、同年9月8日に伏見城で没した。享年42。大坂天満の正泉寺に葬られる。法名は正泉院殿昌室源久大居士。
家督は子・忠実が継いだ。

## 系譜

### 妻
『寛政譜』によれば、妻は酒井忠次の娘。名は「おふうの方」と伝わる。
没年・享年から逆算すれば永禄元年（1558年）生まれ。幼少期には松平康俊（家康の異父弟）とともに今川家に人質として送られ、永禄11年（1569年）に武田信玄が駿河に侵攻した際には、康俊とともに武田方に抑留された。その後徳川家康の養女になり、天正10年（1582年）頃に伊昌と結婚したという。
寛永15年（1638年）11月25日に飯沼陣屋において81歳で没し、浄土宗に帰依していたためにかつて仮陣屋を構えていた来迎寺に葬られた（あるいは、葬られたのは遺髪ともいう）。法名は清心院殿圓譽理月大信女。この縁で来迎寺には五井松平家や酒井家から寄進された仏画や、おふうの方が所持していたという徳川家康の位牌などが伝わっている。
来迎寺には一族の石塔がある。

### 子
『寛政譜』では以下の順で子女が示されている。
- 女子
- 松平忠実 - 母は酒井忠次の娘。家督を継承。
- 松平宗治 - 別家を立てる
- 松平昌長 - 徳川家光の小姓となるが、元和5年（1619年）に「ゆへありて自裁」[1]。来迎寺に葬られた[1][9]。
- 松平四郎兵衛 - 酒井忠勝の家臣となる[1]。酒井家からの呈譜によれば伊昌の二男「太郎兵衛直重」[1]。
- 女子 - 西尾忠照室
- 女子 - 高木貞盛室